# Johan Storm Munch
Johan Storm Munch, född den 31 augusti 1778 i Vaage, norra Gudbrandsdalen, död den 26 januari 1832, var en norsk biskop och författare, sonson till Søren Rasmussen Munk, farbror till Peter Andreas Munch och far till Andreas Munch.
Munch, som blev teologie kandidat 1799, innehade sedan 1805 åtskilliga prästsysslor och blev 1823 biskop i Kristiansand. Fastän Munchs skaldeådra var varken djup eller rik, måste han i sin poesilösa samtid anses framstående, och några av hans lyriskadikter och patriotiska sånger lever ännu tack vare känslans äkthet och fosterländsk hänförelse. Han är den förste norske författare, som röjer påverkan av Öhlenschläger. 
I samlingen Fjeldblomster (1813) finns det värdefullaste av hans verskonst. Dramat Præsten i Hallingdal eller hævnen (1825) har däremot blott litteraturhistoriskt intresse. Munch utgav kvartalsskriften "Saga" (3 band, 1816-20), vars första band innehåller en anmärkningsvärd språkhistorisk uppsats om Levninger af Nordens gamle tungemaal udi Norges provindsial-dialecter.